# Sonja Newcombe
Pour les articles homonymes, voir Newcombe.
Sonja Newcombe est une joueuse de volley-ball américaine née le 7 mars 1988 à Lake Arrowhead (Californie). Elle mesure 1,88 m et joue au poste de réceptionneuse-attaquante.

## Clubs
| Club                   | De        | À         |
| ---------------------- | --------- | --------- |
| University of Oregon   | 2005-2006 | 2008-2009 |
| Leonas de Ponce        | 2010-2010 | 2010-2010 |
| Nantes Volley          | 2010-2011 | 2010-2011 |
| Pursaklar Belediyesi   | 2011-2012 | 2011-2012 |
| Criollas de Caguas     | 2012-2012 | 2012-2012 |
| Rote Raben Vilsbiburg  | 2012-2013 | 2012-2013 |
| VK Tioumen             | 2013-2014 | 2013-2014 |
| İdmanocağı Spor Kulübü | 2014-2015 | 2014-2015 |
| Evergrand Guangdong    | 2015-2016 | 2015-2016 |
| Sichuan Volleyball     | 2016-2017 | …         |

## Palmarès
- Coupe panaméricaine
  - Finaliste : 2014[2].